# Trinidad Meza
Trinidad Meza Rodriguez (8 novembre 2001) è una nuotatrice artistica messicana.

## Biografia
All'età di vent'anni ha partecipato ai mondiali di Budapest 2022, dove si è classificata 8ª nel duo misto programma tecnico, con il connazionale Joel Benavides.

## Palmarès
- Mondiali

Doha 2024: bronzo nel duo misto libero